# وانغ جو-هسوان
وانغ جو-هسوان (بالصينية: 王如玄)(بالبينيين: Wáng Rúxuán; من مواليد 2 أكتوبر 1961)، والمعروفة أيضًا باسم جينيفر وانج، وهي محامية وسياسية تايوانية. شغلت منصب وزيرة مجلس شؤون العمل من عام 2008 إلى عام 2012. ختيرت في عام 2015 وانغ لمنصب نائب المرشح إريك تشو في انتخابات حزب الكومينتانغ للانتخابات الرئاسية في تايوان لعام 2016، والتي خسروها في النهاية.

## النشأة
وُلدت وانغ في 2 أكتوبر 1961 في مدينة تايبيه ونشأت في مقاطعة تشانجوا في تايوان. درست في مدرسة تايبيه الأولى للبنات في تايبيه. حصلت على درجتي البكالوريوس والماجستير في القانون من جامعة تايوان الوطنية عام 1984 ومن جامعة فو جين الكاثوليكية عام 1988 على التوالي. ثم حصلت على درجة الدكتوراه من جامعة رينمين الصينية في بكين.

## المسيرة الغير سياسية
كانت وانغ رئيسة المنظمة الوطنية للمرأة في 1994، ورئيسة مؤسسة الصحوة من 1998 إلى 1999، والمديرة التنفيذية لنقابة المحامين في تايبيه من 1999 إلى 2002، ومستشارة لجمعية الحقوق الجنسية في تايوان من 2002 إلى 2008.

## الحياة السياسية
عملت وانغ مستشارًا لعمدة تايبيه تشين شوي بيان من 1996 إلى 1998، وعضوًا في لجنة مراجعة التمييز في العمل التابعة لحكومة مدينة تايبيه من 1996 إلى 2008، وعضو لجنة تعزيز حقوق المرأة في لجنة اليوان التنفيذي في الفترة بين عامي 1998 و 2003، ومستشارًا لـ حكومة مدينة تايبيه في الفترة بين 1999 و 2008، وعضو في المجلس الاستشاري الرئاسي لحقوق الإنسان بين 2004 و2005 وعضو لجنة الإشراف على صندوق معاشات العمل التابعة للسلطة التنفيذية لليوان بين 2007 إلى 2008.

### مجلس وزارة شئون العمل
تم تعيين وانغ وزيراً لمجلس شؤون العمل في 20 مايو 2008. تمت الإشارة إلى فترتها الوزارية كونها مثيرة للجدل، حيث تم رفع دعاوى قضائية ضد العمال المسرحين، وتنفيذ نظام الإجازة غير مدفوعة الأجر، إضافة إلى ما يسمى ب «سياسة 22 ألف»، والتي تم انتقادها لخفضها للرواتب.
استقالت في 28 سبتمبر 2012 بعد أن اعترض رئيس الوزراء شون تشن على اقتراحها برفع الحد الأدنى للأجور في تايوان. استبدلت وانغ بنائب وزير مجلس وزارة شئون العمل بان شيه وي.

## الانتخابات الرئاسية 2016

### مقعد مع حزب الكومينتانغ
في 18 نوفمبر 2015، تم تعيين وانغ رسميًا كنائب لمرشح رئاسة حزب الكومينتانغ إيريك تشو.
بعد وقت قصير من الإعلان عن ترشيح وانغ، ظهرت مزاعم بأنها استفادت بشكل غير لائق من المضاربة على العقارات في وحدات سكنية تهدف إلى إسكان عائلات عسكرية. ردت وانغ بمقاضاة أحد متهميها، المشرع توان يي كانغ، بتهمة التشهير بينما قالت إن عائلتها اشترت ثلاث وحدات منذ عام 2008. بعد ظهور مزيد من الادعاءات، اعلنت وانغ عن خمسة عقارات تملكها أو كانت تمتلكها هي وعائلتها مع التأكيد على قانونية أفعالها. بعد بضعة أيام، قامت وانغ بمراجعة قائمة العقارات التي استثمرت فيها لتشمل اثنتي عشرة وحدة، واعتذرت عن «فشلها في تلبية المعايير الأخلاقية المتوقعة مني»، وتعهدت بالتبرع بأرباح مبيعاتها للجمعيات الخيرية. أسقطت القضية في يناير 2016، حيث قرر المدعون أن توان قد جمع ادلة كافية لرفع دعوة. ولكن، وجد المدعون أيضًا أن المزاعم كاذبة وبرأت وانغ من ارتكاب أي مخالفات.

### نتيجة الانتخابات
احتلا وانغ وتشو المركز الثاني في الانتخابات في 16 يناير 2016.